# فرودگاه توئین بریجز (آیداهو)
فرودگاه توئین بریجز (آیداهو) (به انگلیسی: Twin Bridges Airport (Idaho))  یک فرودگاه همگانی  با کد یاتا none است که یک باند فرود چمن دارد و طول باند آن ۱۳۵۶ متر است. این فرودگاه در  کشور ایالات متحده آمریکا قرار دارد و در ارتفاع ۲۱۰۱ متری از سطح دریا واقع شده است.